# Невая Мар'ям
Невая Мар'ям — імператор Ефіопії з Соломонової династії. Був старшим сином імператора Неваї Крестоса.

## Правління
За часів його правління Гакк ад-Дін II з династії Валашма повернув собі контроль над султанатом Іфат (1376) та розпочав набіги проти імперії. Загалом про Неваю Мар'яма відомо мало, а потомства по собі він не залишив.